# Pitangus lictor
Pitangus lictor là một loài chim trong họ Tyrannidae.